# Eugenia neosilvestris
Eugenia neosilvestris är en myrtenväxtart som beskrevs av Marcos Sobral. Eugenia neosilvestris ingår i släktet Eugenia och familjen myrtenväxter. Inga underarter finns listade i Catalogue of Life.